# Lagocheirus integer
Lagocheirus integer là một loài bọ cánh cứng trong họ Cerambycidae.